# Cisleitània

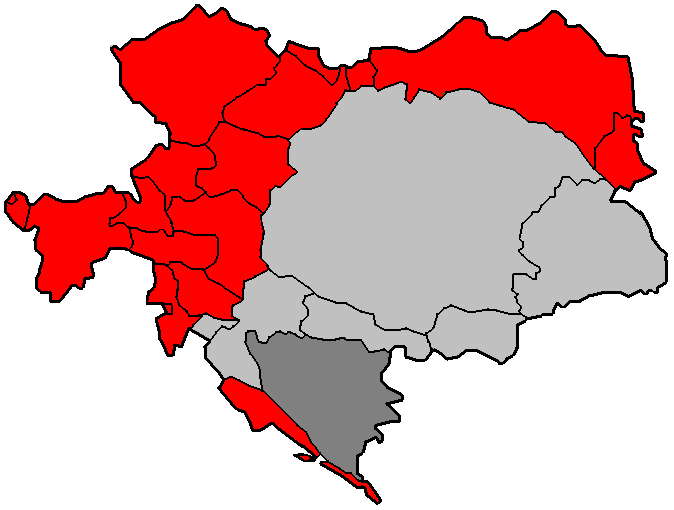
Cisleitània (en vermell) dins Àustria-Hongria, les altres parts són Transleithania (en gris clar) i el condomini de Bòsnia i Hercegovina (gris fosc)

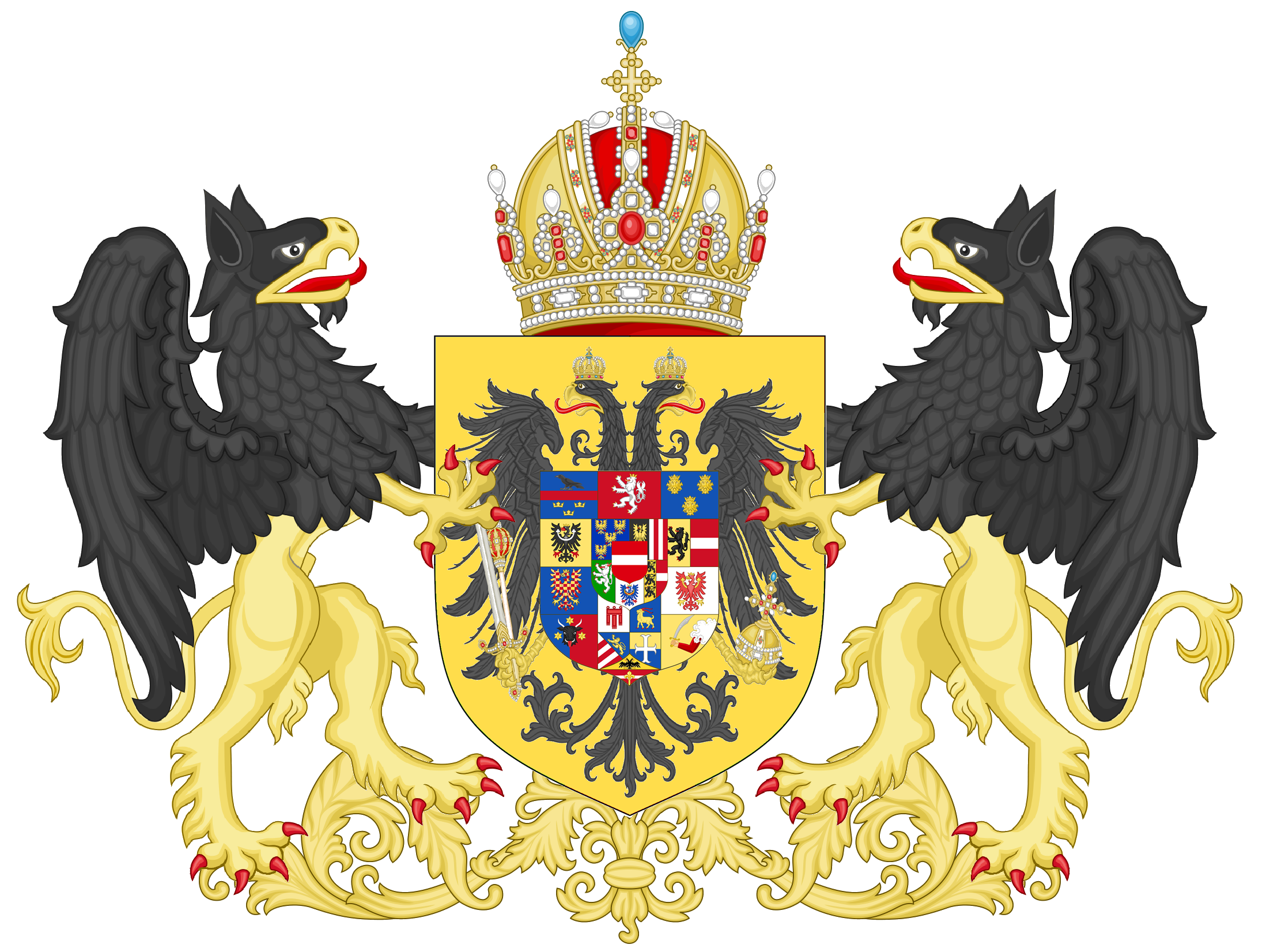
Escut de les terres d'Àustria

Cisleitània o Cisletània (en alemany: Cisleithanien, en hongarès: Ciszlajtánia, en txec: Předlitavsko, en polonès: Przedlitawia, en eslovè: Cislajtanija, en ucraïnès: Цислейтанія, transliterat com: Tsysleitàniia) va ser una denominació comuna per la part nord i oest d'Àustria-Hongria. Transleithania, és a dir el Regne d'Hongria les terres del Regne de Croàcia-Eslavònia es trobaven a l'est "més enllà" del riu Leitha.
La capital de la Cisleitània era Viena, el territori tenia 28.571.900 habitants el 1910, arribava des de Vorarlberg a l'oest al Ducat de Bucovina (actualment a Ucraïna i Romania) a l'est i també des de Bohèmia al nord al Regne de Dalmàcia (actualment part de Croàcia) al sud.
Els actuals estats d'Àustria, Txèquia i Eslovènia tenien gran part dels seus territoris dins Cisleitània.

## Etimologia
El nom llatí de Cisleithania deriva del riu Leitha, un afluent del Danubi que formava la frontera històrica entre l'Arxiducat d'Àustria i el Regne d'Hongria en la zona al sud-est de Viena, territoris que des de la perspectiva vienesa estava principalment a l'oest.

## Organització
Cisleithania constava de 15 terres de la corona (Kronländer) que tenien representants en el Consell Imperial (Reichsrat). Les terres de la corona se centraven al voltant de l'Arxiducat d'Àustria (Erzherzogtum Österreich) no eren estats sinó províncies però concebudes com "entitats històrico-polítiques".

':
Cisleithania (Imperi d'Àustria): 1. Bohèmia, 2. Bucovina, 3. Caríntia 4. Carniola, 5. Dalmàcia, 6. Galicia, 7. Küstenland, 8. Baixa Àustria, 9. Moràvia, 10. Salzburg, 11. Silèsia, 12. Estíria, 13. Tirol, 14. Alta Àustria, 15. Vorarlberg;
Transleithania (Regne d'Hongria): 16. Hongria pròpiament dita 17. Croàcia-Eslavònia;
Codomini Àustria-Hongria: 18. Bòsnia i Hercegovina

|    | Land                                                                                             | Nom en alemany | Capital                 |
| -- | ------------------------------------------------------------------------------------------------ | --- | ----------------------- |
| 1  | Regne de Bohèmia                                                                                 | Königreich Böhmen | Prag (Prague)           |
| 2  | Ducat de Bukovina                                                                                | Herzogtum Bukowina | Czernowitz (Chernivtsi) |
| 3  | Ducat de Caríntia                                                                                | Herzogtum Kärnten | Klagenfurt              |
| 4  | Ducat de Carniola                                                                                | Herzogtum Krain | Laibach (Ljubljana)     |
| 5  | Regne de Dalmàcia                                                                                | Königreich Dalmatien | Zara (Zadar)            |
| 6  | Regne de Galítsia i Lodomeria                                                                    | Königreich Galizien und Lodomerien                                                                                         | Lemberg (Lviv)          |
| 7  | Litoral d'Àustria Principat delment del Comtat de Gorizia i Gradisca Trieste Margraviat d'Ístria | Österreichisches Küstenland Gefürstete Grafschaft Görz und Gradisca Reichsunmittelbare Stadt Triest Markgrafschaft Istrien | Triest (Trieste)        |
| 8  | Baixa Àustria                                                                                    | Erzherzogtum Österreich unter der Enns                                                                                     | Wien (Viena)            |
| 9  | Margraviat de Moràvia                                                                            | Markgrafschaft Mähren | Brünn (Brno)            |
| 10 | Ducat de Salzburg                                                                                | Herzogtum Salzburg | Salzburg                |
| 11 | Silèsia austríaca                                                                                | Herzogtum Schlesien | Troppau (Opava)         |
| 12 | Ducat d'Estíria                                                                                  | Herzogtum Steiermark | Graz                    |
| 13 | Comtat del Tirol                                                                                 | Gefürstete Grafschaft Tirol                                                                                                | Innsbruck               |
| 14 | Alta Àustria                                                                                     | Erzherzogtum Österreich ob der Enns                                                                                        | Linz                    |
| 15 | Vorarlberg                                                                                       | | Bregenz                 |